# Мелкое (озеро, Красноярский край)
Ме́лкое (Хоргы-Кюёль, Харгы-Кюль, Каргы-Кюель) — крупное пресноводное озеро в Красноярском крае России.
Расположено в широкой котловине между западными отрогами плато Путорана, приблизительно в 25 километрах восточнее Норильска. Высота над уровнем моря — 44 м. Площадь озера — 270 км², водосборная площадь — 12,1 тыс. км². В южной части впадает река Глубокая (Диринг-Юрях), которая вытекает из озера Глубокого (Омук-Кюель). Озеро соединяется с озером Лама протокой Лама (Ламочен) длиной 18 км. Берега в основном пологие, местами заболоченные. Дно преимущественно песчаное. Питание снеговое и дождевое. Размах колебаний уровня — около 4,7 м, самый высокий уровень — в июле, низшие — в апреле. Озеро замерзает в начале октября, вскрывается ото льда в конце июня — начале июля. Много островов: Длинный, Колхозник, Чаячий и другие. На острове Ближнем находится база МЧС.
На карте азиатской России, изданной в 1911 году Российским генеральным штабом, озеро Мелкое называлась озером Быстровское, хотя названия этого местные жители не знали.
Впервые озеро было достоверно нанесено на карту Николаем Урванцевым и его коллегой Базановым во время экспедиции 1921 года.
Через озеро Мелкое пролегает популярный водный маршрут из Норильска на озеро Лама. Следует соблюдать осторожность при прохождении — так, в 2011 году на озере Мелком в шторм погибло 3 человека.

## Топографические карты
- Лист карты R-45-XXIII,XXIV Норильск. Масштаб: 1 : 200 000. Указать дату выпуска/состояния местности.
- Лист карты R-45-XXIX,XXX Медвежка. Масштаб: 1 : 200 000. Состояние местности на 1974-1982 год. Издание 1989 г.